# Puebla Vieja de Laredo
La Puebla Vieja de Laredo (Cantabria) es la denominación que recibe el conjunto arquitectónico del casco antiguo laredano, integrado por las seis rúas originales y el Arrabal. Configura uno de los conjuntos monumentales más destacados de los siglos medievales y modernos en Cantabria, legado del pasado de Laredo como una de las Cuatro Villas Marineras de la Costa. Está integrada por un destacable patrimonio histórico de iglesias, ermitas, casonas, casas-torre, portalones, escudos nobiliarios, plazas, rúas, lienzos de murallas, etc.
Declarada Conjunto Histórico-Artístico por el Ministerio de Educación y Ciencia en 1970, en las últimas décadas, no obstante, se ha visto seriamente deteriorada por determinados procesos económicos, sociales y urbanísticos.

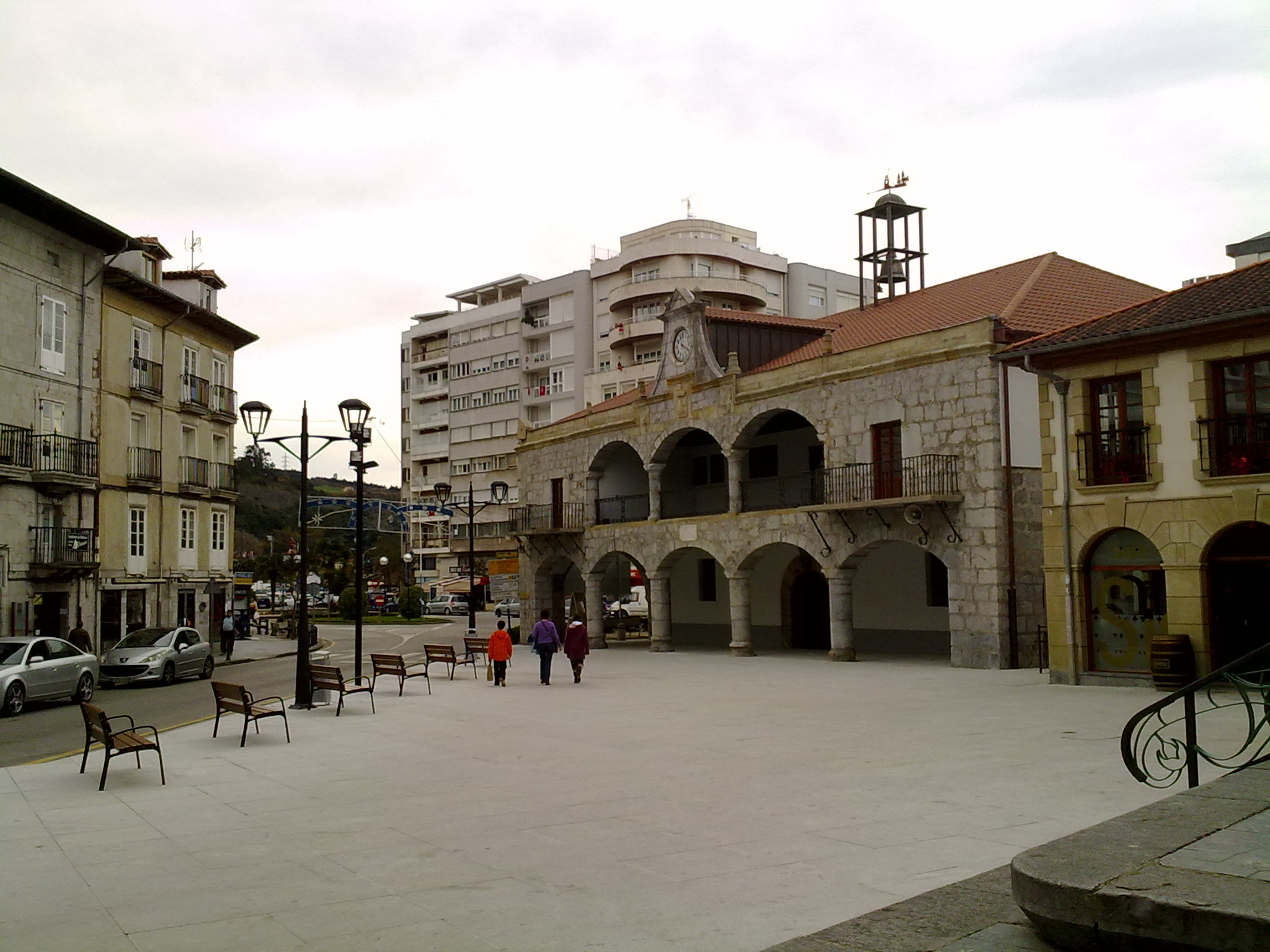
Plaza de la Constitución, a la entrada de la Puebla Vieja, sede del Ayuntamiento hasta 2008.

## Las Seis Rúas
La concesión a Laredo de un Fuero en 1200 por parte del rey castellano Alfonso VIII, instaurándola como una de las Cuatro Villas Marineras (frontera marítima y puertos del comercio exterior con el norte de Europa), impulsó un notable crecimiento económico y demográfico de la villa pejina, lo que se plasmó en una expansión y remodelación urbana. La pequeña aldea de pescadores se convirtió en uno de los pujantes núcleos urbanos de la Costa Cantábrica.
El casco medieval se articuló mediante seis calles trazadas ortogonalmente: tres en sentido sur-norte (las actuales Ruamayor, San Marcial y Santa María), ascendiendo la ladera de la Atalaya, y otras tres que las cortan perpendicularmente de oeste a este (San Martín, Rua del Medio y Ruayusera). A su alrededor se alzaba una muralla rectangular de unos 160 por 140 metros, de la que se conservan dos puertas, (San Marcial y San Martín). Dominando el conjunto se alza la Iglesia Parroquial de Santa María de la Asunción.

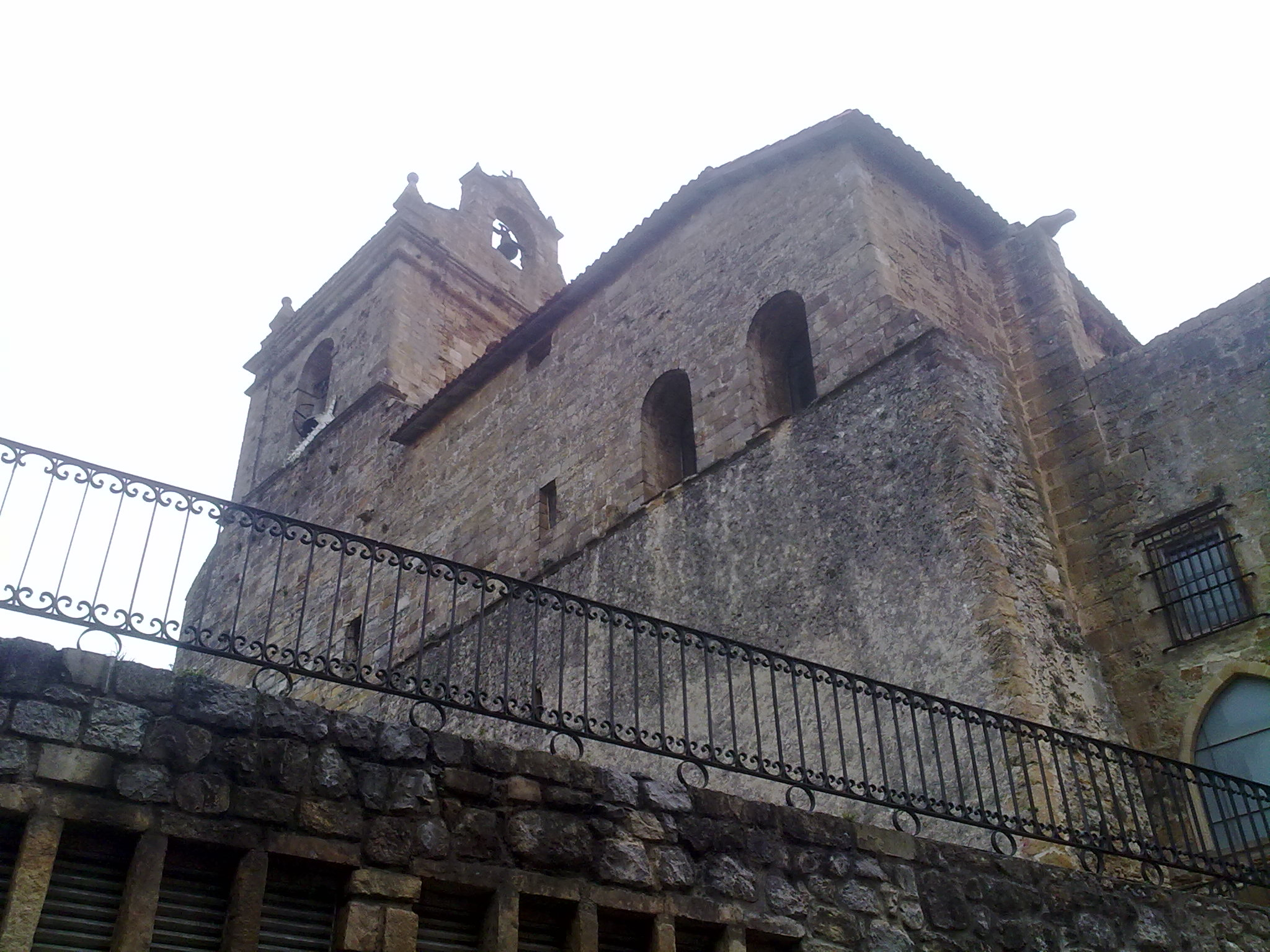
Iglesia de Santa María de la Asunción..

Diseñada originalmente en el siglo XIII como una iglesia de tres naves (dedicada la central a la Virgen del Belén), la expansión de la villa varió el proyecto, desmontándose la nave lateral al norte para sustituirla por la actual nave mayor. El resultado fue una estructura poco habitual de cuatro naves y otra más dividida en capillas. Las dos centrales, las más grandes, están dedicadas a la Virgen del Belén y a Santa María de la Asunción. El tercer tramo del templo, por su parte, es de igual altura en todas las naves, creando un efecto estético que recuerda a un crucero. Fue declarada Monumento Histórico-Artístico Nacional el 4 de junio de 1931.
Los solares originales del casco urbano, de trazado regular, fueron posteriormente alterados, divididos por la densificación de la población o por su unión para albergar palacios: cada linaje de la villa detentaba una o varias casas-torre, de las cuales se conservan, aunque muy transformadas, la Casa de Hoz (o de Revellón) y la Torre de Cachupín (o de Gutiérrez Rada). Configuraba una red urbana sin espacios públicos, en la que los mercados se celebraban junto a la iglesia: el mercado, cada domingo, fue trasladado posteriormente a una explanada al final de la Rúa Santa María, extra muros; la feria anual se celebraba el día de San Lorenzo.
Al pie del casco urbano se levantaba el puerto, construido en el siglo XIII, constituido por dos grandes muros paralelos que protegían una amplia dársena; estaban fortificados con murallas almenadas y protegidos por una torre, denominada de la Taleta). En la segunda mitad del siglo XIX, inhabilitado por los depósitos arenosos que restringían su calado, fue sepultado bajo la expansión urbana que Laredo experimentó al calor del desarrollo de su industria conservera.

## El Arrabal

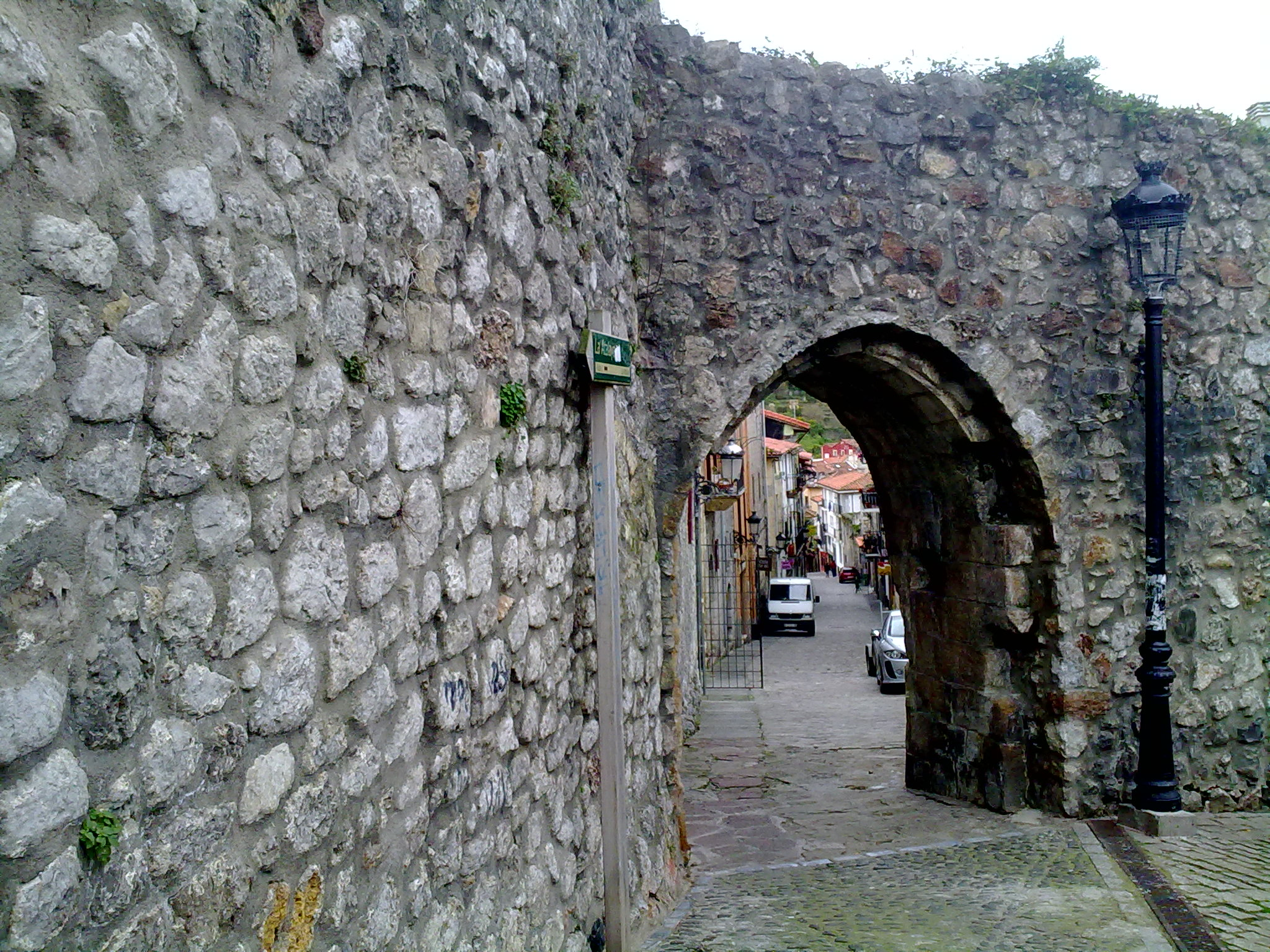
Muralla medieval..

El desarrollo económico y demográfico impulsó la expansión de la villa más allá de sus muros, en lo que se conoce como el Arrabal. Éste se desplegó a partir de tres núcleos: el de Sancti Espiritus, junto a la puerta de la Rúa Santa María, más allá del lugar del mercado, la que daba al camino de San Lorenzo el Viejo, en dirección a Castro Urdiales y Bilbao; el de los Cordoneros, en la pendiente frente a la Puebla, dedicado a labores artesanales aprovechando el curso del río Bario; y el de la Mar o de la Taleta, en torno al puerto y la playa (actual Plaza de Cachupín). La expansión del Arrabal –aunque menos denso que la Puebla, pues compatibilizaba viviendas y huertas- impulsó la ampliación hacia el sur de la muralla (siglo XIV), casi doblando su extensión (de la ampliación se conserva la puerta de Bilbao).
Las épocas renacentista y barroca introdujeron los primeros espacios públicos de relevancia, caso de la plaza donde se asienta a partir de 1561, según proyecto de Simón de Bueras, la Casa Consistorial, actual Plaza de la Constitución. También del siglo XVI es el Convento de San Francisco, erigido en el Arrabal junto a un Beaterio y al Hospital de Sancti Spiritus. Durante el período barroco se levantaron las casonas y palacios, monumentales, con grandes escudos, decoración labrada, grandes aleros y balconadas de hierro: destacan la Casa de Diego Cacho y la Casa de Benito Zarauz.

## Expansión y renovación urbana

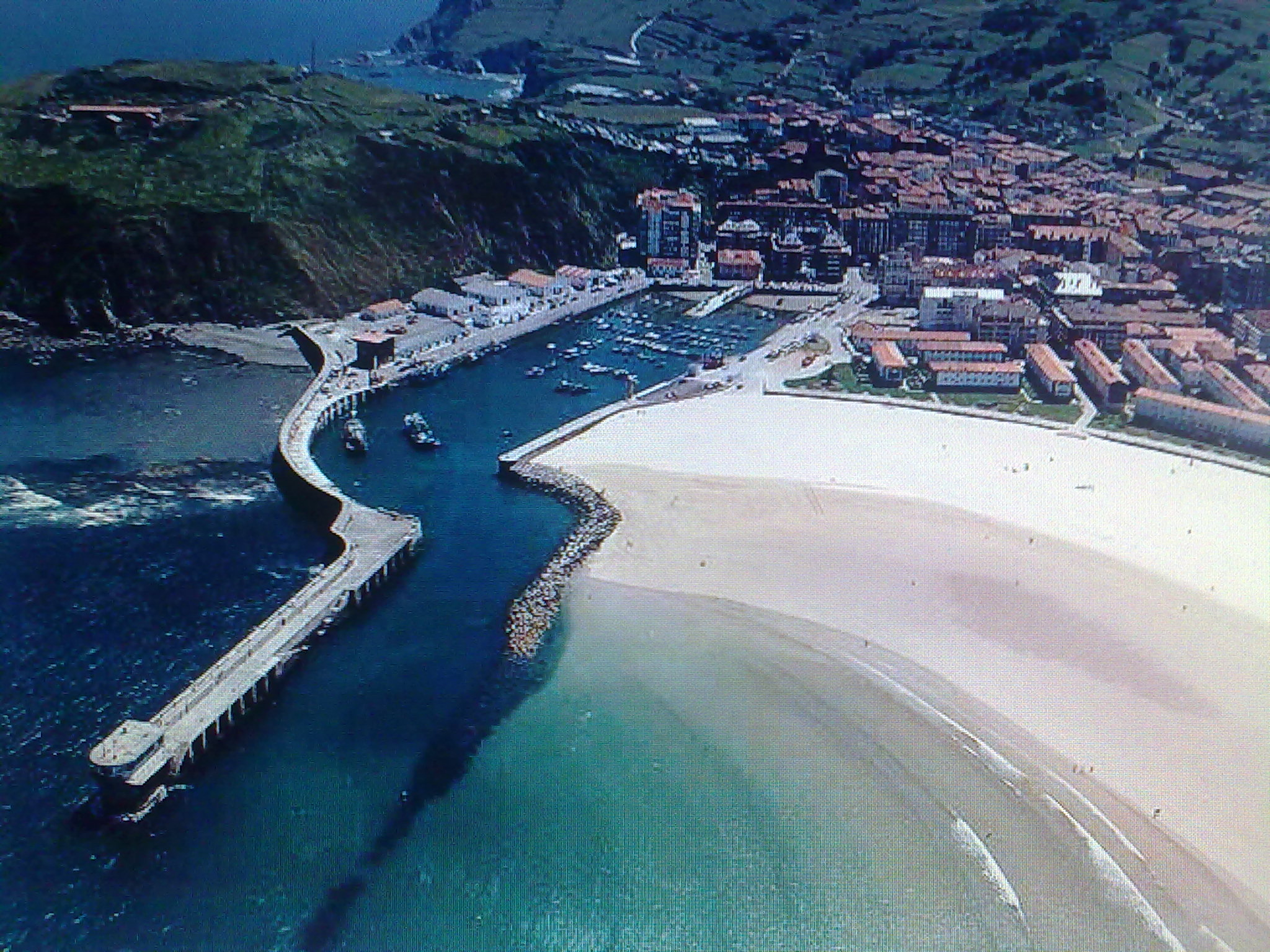
Puerto de Laredo, en activo desde 1883 a 2006.

El siguiente gran impulso urbanístico de Laredo se produce entre la segunda mitad del siglo XIX y la primera del XX, gracias al desarrollo del sector pesquero-conservero de la villa: la muralla medieval se derriba y el casco se extiende hacia la zona de El Canto y las Alamedas con un modelo de Ensanche burgués. Ello implicará ciertas intervenciones de remodelación en la Puebla Vieja.
Esta renovación comienza en 1864, con la apertura de la nueva carretera hacia Bilbao, actual Calle Emperador, al este de la Puebla Vieja, consolidándose como nuevo acceso a la villa siguiendo el curso del río Bario (encauzado y cubierto), incorporando al casco urbano la zona de El Tinaco, tradicionalmente agrícola. Compatibilizó funciones residenciales e industriales, y albergó también desde 1898 la cárcel del Partido Judicial de Laredo. La apertura de la Calle Emperador implicó también la desaparición de la Plaza del Mercado y la realineación del lateral norte de la Calle Revellón.
En la Puebla Vieja se abre la Plaza del Marqués de Albaida, delimitada por viviendas con bajos porticados, y se construye en la Ruamayor sobre el solar de una antigua torre medieval un bloque que albergará en su parte inferior un conjunto de viviendas para pescadores, conocido como las Casas de los Hierros.
En 1881 se aprueba el proyecto de Pedro Cebredos para el Ensanche de Laredo, a erigir sobre terrenos ganados al mar (municipales, por tanto): El Canto y Los Terreros. De diseño ortogonal, con bloques de moderada altura y chalets, en primer lugar se desarrolló en El Canto, sobre la antigua zona portuaria. El resultado fue un espacio multifuncional que combinaba viviendas, industrias y dotaciones, en el que destaca, como una de las arterias principales del nuevo viario, la Avenida Menéndez Pelayo o Calle del Paseo, eje de comunicación entre la Puebla Vieja y el nuevo puerto; la calle se completó con la Plaza de Cachupín, que supuso la extinción de algunos hitos arquitectónicos medievales (la construcción de la carretera Santander-Bilbao ya había implicado a mediados del XIX la desaparición de las murallas y la Puerta de la Villa; y durante la primera década del XX se derribaron la torre de Vélez Cachupín y la fortaleza de la Taleta).
El Ensanche concentró el Cuartel de Carabineros, los Colegios (Doctor Velasco y Nacionales), la Plaza del Pescado, el Banco Mercantil, la Ayudantía de Marina, la Cofradía de Pescadores, las Casas Baratas y las fábricas de pescado.
El sector servicios, sin embargo, continuó concentrado en la Puebla Vieja, lo cual cambiaría progresivamente con la transformación de la estructura comercial del municipio, en diversidad y en modernidad, especialmente a partir de la consolidación de Laredo como pujante centro turístico a partir de los años 60, cuando el casco urbano se extienda por Los Terreros hasta el Puntal, en paralelo a la extensa playa de La Salvé. A los tradicionales ultramarinos, tejidos y calzados se sumaron talleres mecánicos, de automóviles y establecimientos vinculados a la industria y la construcción, además de un renovado panorama hostelero: cafés, restaurantes, bares.

## Del auge a la degradación

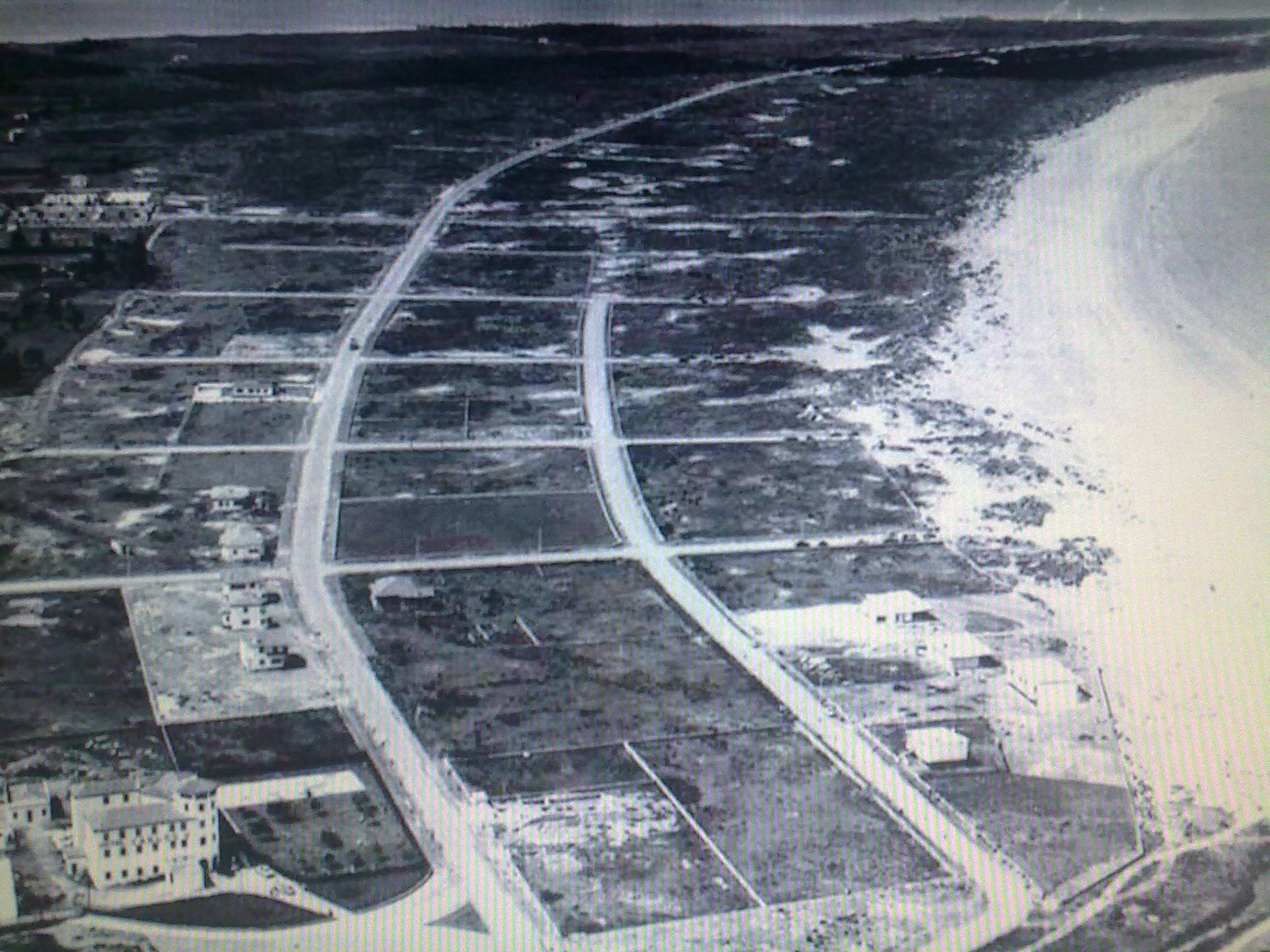
Parcelario de la zona de Los Terreros, a mediados del. Experimentó una potente y vertiginosa expansión edificatoria a partir de los años 1960.

La llegada de un número creciente de veraneantes, especialmente franceses, en los años 60 impulsó la renovación del sector hostelero laredano y convirtió a la Puebla Vieja en un atractivo turístico, poniéndose de moda como zona de alterne y esparcimiento: restaurantes, bodegones y tabernas se complementaron con nuevas cafeterías y discotecas. Laredo se instituyó entonces como vanguardia de la moda y la modernidad en contacto con gentes, costumbre y hábitos europeos. El reconocimiento de su relevancia vino en 1970, con la declaración del casco viejo laredano como Conjunto Histórico-Artístico por parte del Ministerio de Educación y Ciencia.
En el preámbulo del Decreto (N.º 3667, de 3 de diciembre) se dice que “se hace necesario proteger esos valores de tan singular importancia, agrupados en la parte antigua de Laredo, mediante la oportuna declaración que determine su inclusión en el Catálogo de Monumentos de carácter nacional”.
El conjunto incluía "el espacio comprendido entre la iglesia parroquial de La Asunción, al Norte, y el convento de San Francisco, al Sur, y desde la Casa de Hernando de Alvarado, al Este, hasta el Ayuntamiento, al Oeste”.
Después, a mediados de los 70, fueron pavimentadas las calles de la Puebla con adoquines y losas de granito, bajo proyecto y dirección de Miguel Ángel Montes Fernández.
Con la crisis de la década de los 70 el sector turístico laredano se transformó, retrocediendo el de origen extranjero, que fue sustituido por visitantes nacionales. Pero es a partir de mediados de los 80 cuando la Puebla Vieja experimenta un proceso de deterioro extendido hasta la actualidad y contra el cual, salvo intervenciones puntuales (por ejemplo, desde la Oficina Municipal de Apoyo a la Puebla Vieja creada en 1997), no se han planteado proyectos concretos y globales de contención y reversión. Como resultado, una parte importante del patrimonio inmueble se halla en deficiente estado de conservación, afectado incluso por procesos de ruina.

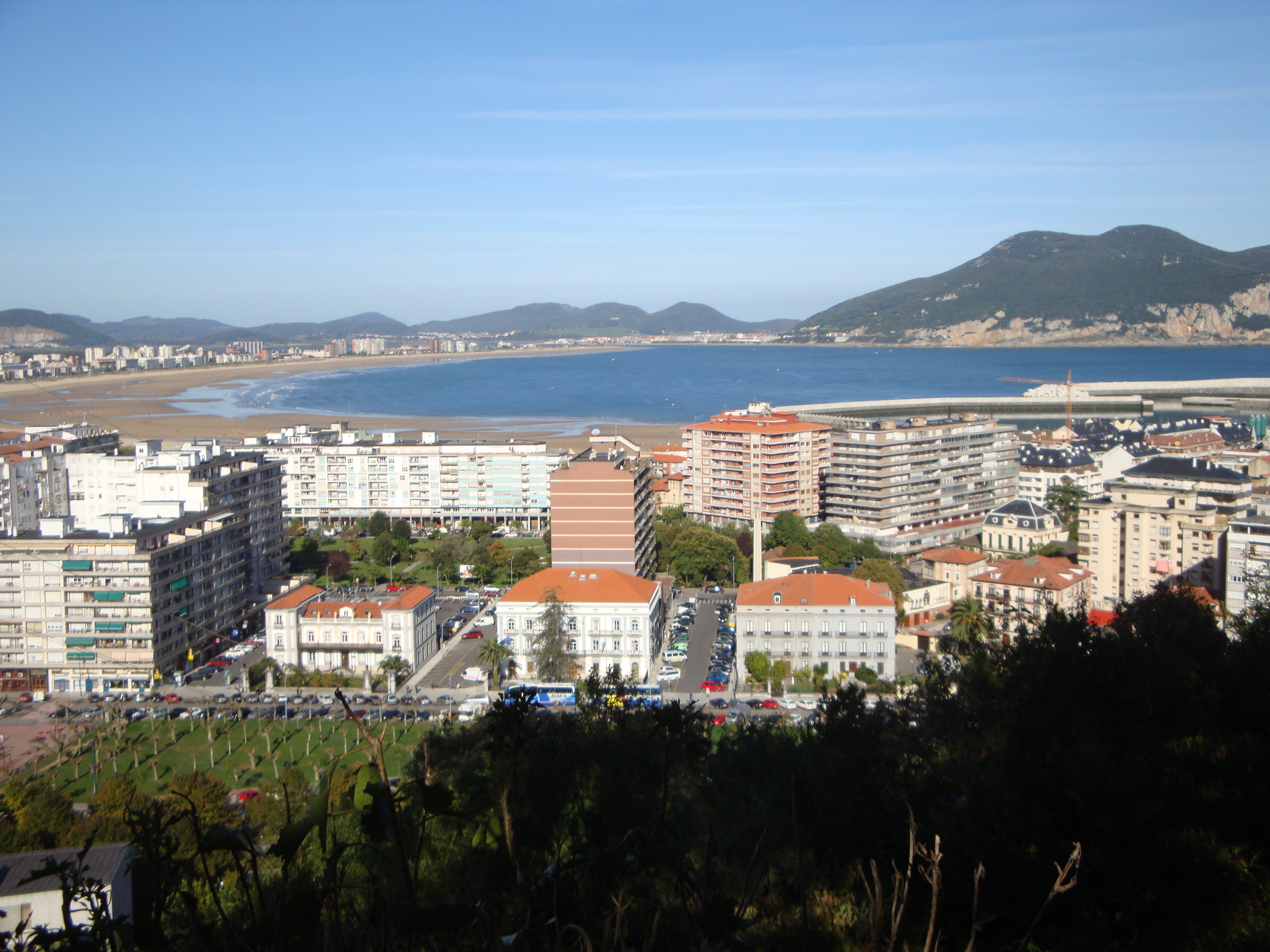
Vista de Laredo. La playa de La Salvé forma una extensa media luna, desde la Atalaya hasta el Puntal.

Tal decadencia comenzó con la proliferación de disco-bares de actividad nocturna que alteraron radicalmente el perfil demográfico, social y funcional del casco antiguo laredano; proliferación desmesurada e indiscriminada sin un control adecuado de las repercusiones molestas: la afluencia masiva de consumidores, los ruidos hasta altas horas de madrugada, la suciedad y los altercados…
Todo ello derivó en un éxodo de la población autóctona y en el envejecimiento de los residentes que resistieron, siendo sustituida aquella por estratos sociales de escasos medios que podían acceder a viviendas devaluadas. La degradación urbanística de la zona ha sido y es un corolario inevitable (se calcula la pérdida de hasta una sexta parte del patrimonio inmueble).
En los últimos años se ha iniciado un cambio de tendencia, gracias a la reducción de la presión de la actividad nocturna sobre la Puebla (con el consiguiente cierre o reorientació de los negocios de hostelería), la concienciación social y el asociacionismo vecinal volcados cada vez más en la reforma del entorno urbano del casco viejo; y un progresivo mayor interés de las autoridades municipales gracias a esta creciente presión social. Destacada fue, en ese sentido, la jornada organizada en diciembre de 2010 para conmemorar el 40 aniversario de la declaración oficial de la Puebla Vieja como Conjunto Monumental Histórico Artístico; iniciativa que se denominó Abrazo a la Puebla Vieja (el acto central fue una cadena humana que rodeó el perímetro del casco antiguo) y que ha venido repitiéndose cada año desde entonces .
También en los últimos años está siendo muy destacada la labor de los "Voluntarios de la Puebla Vieja", vecinos que desinteresadamente vienen realizando labores de restauración en el dañado casco antiguo laredano.
No obstante, la restauración y conservación de la Puebla Vieja es, hoy en día, una de las grandes asignaturas pendientes de la sociedad laredana.